# Hesiodus (cráter)

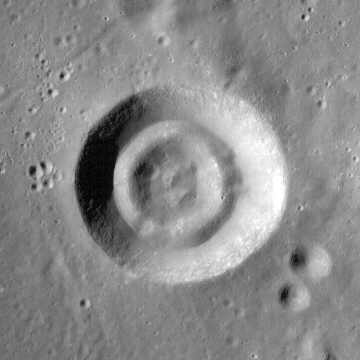
Hesiodus A. Fotografía de la misión Lunar Reconnaissance Orbiter

Hesiodus es un cráter de impacto lunar situado en las franjas meridionales del Mare Nubium, al noroeste del cráter Pitatus. Comenzando cerca del borde noroeste de Hesiodus se halla la ancha grieta denominada Rima Hesiodus, que con una longitud de 300 km alcanza el Palus Epidemiarum, situado al este-sudeste.
|  |

El borde de Hesiodus, de escasa altura, aparece muy desgastado, con el sector sudoeste invadido ligeramente por Hesodius A, un cráter circular inusual con una pared interior concéntrica. Al sureste, una hendidura en su brocal conecta Hesiodus con el cráter Pitatus.
Dentro de Hesiodus, el suelo inundado por la lava es relativamente plano. Carece de pico central, y, en su lugar, un pequeño cráter de impacto, Hesiodus D se encuentra en el centro.

## Cráteres satélite
Por convención estos elementos se identifican en los mapas lunares colocando la letra en el lado del punto medio del cráter que está más cercano a Hesiodus.
|          | \| Hesiodus \| Coordenadas \| Diámetro \| \| -------- \| ------------------------------ \| -------- \| \| A \| 30°06′S 17°00′O / -30.1, -17.0 \| 15 km \| \| B \| 27°06′S 17°30′O / -27.1, -17.5 \| 10 km \| \| D \| 29°18′S 16°24′O / -29.3, -16.4 \| 5 km \| \| E \| 27°48′S 15°18′O / -27.8, -15.3 \| 3 km \| \| X \| 27°18′S 16°12′O / -27.3, -16.2 \| 24 km \| \| Y \| 28°18′S 17°12′O / -28.3, -17.2 \| 17 km \| \| Z \| 28°42′S 19°24′O / -28.7, -19.4 \| 4 km \| |          |
| Hesiodus | Coordenadas | Diámetro |
| A        | 30°06′S 17°00′O / -30.1, -17.0 | 15 km    |
| B        | 27°06′S 17°30′O / -27.1, -17.5 | 10 km    |
| D        | 29°18′S 16°24′O / -29.3, -16.4 | 5 km     |
| E        | 27°48′S 15°18′O / -27.8, -15.3 | 3 km     |
| X        | 27°18′S 16°12′O / -27.3, -16.2 | 24 km    |
| Y        | 28°18′S 17°12′O / -28.3, -17.2 | 17 km    |
| Z        | 28°42′S 19°24′O / -28.7, -19.4 | 4 km     |